# Xylota conformis
Xylota conformis är en tvåvingeart som beskrevs av Walker 1857. Xylota conformis ingår i släktet vedblomflugor, och familjen blomflugor. Inga underarter finns listade i Catalogue of Life.